# كاستيليخو-سايرا
بلدية كاستيليخو-سايرا (بالإسبانية: Castillejo-Sierra)‏، هي إحدى بلديات مقاطعة قونكة إحدى مقاطعات إسبانيا، و التي تقع في منطقة قشتالة لا منتشا وسط البلاد, و المائلة لجهة الشرق من إسبانيا.
يبلغ عدد سكانها 46 نسمة وفقاً لإحصائية سنة (2007).